# Захарівська вулиця (Київ)
Заха́рівська ву́лиця — вулиця в Подільському районі міста Києва, місцевості Куренівка та Сирець. Пролягає від вулиці Олени Теліги (сполучається сходами) до кінця забудови.
Прилучаються вулиця Петропавлівська, Артезіанський провулок, вулиця Рилєєва, Бойківський провулок та вулиця Енді Воргола.

## Історія
Вулиця виникла в 60-х роках XIX століття під такою ж назвою. До 40-х років XX століття простягалася лише до вулиці Рилєєва, у 1940-х роках досягла сучасної довжини.
У початковій частині вулиці розміщувалося Копиловське кладовище, закрите для захоронень з 1927 року, зруйноване Куренівською трагедією, ліквідоване на початку 1960-х років.

## Зображення

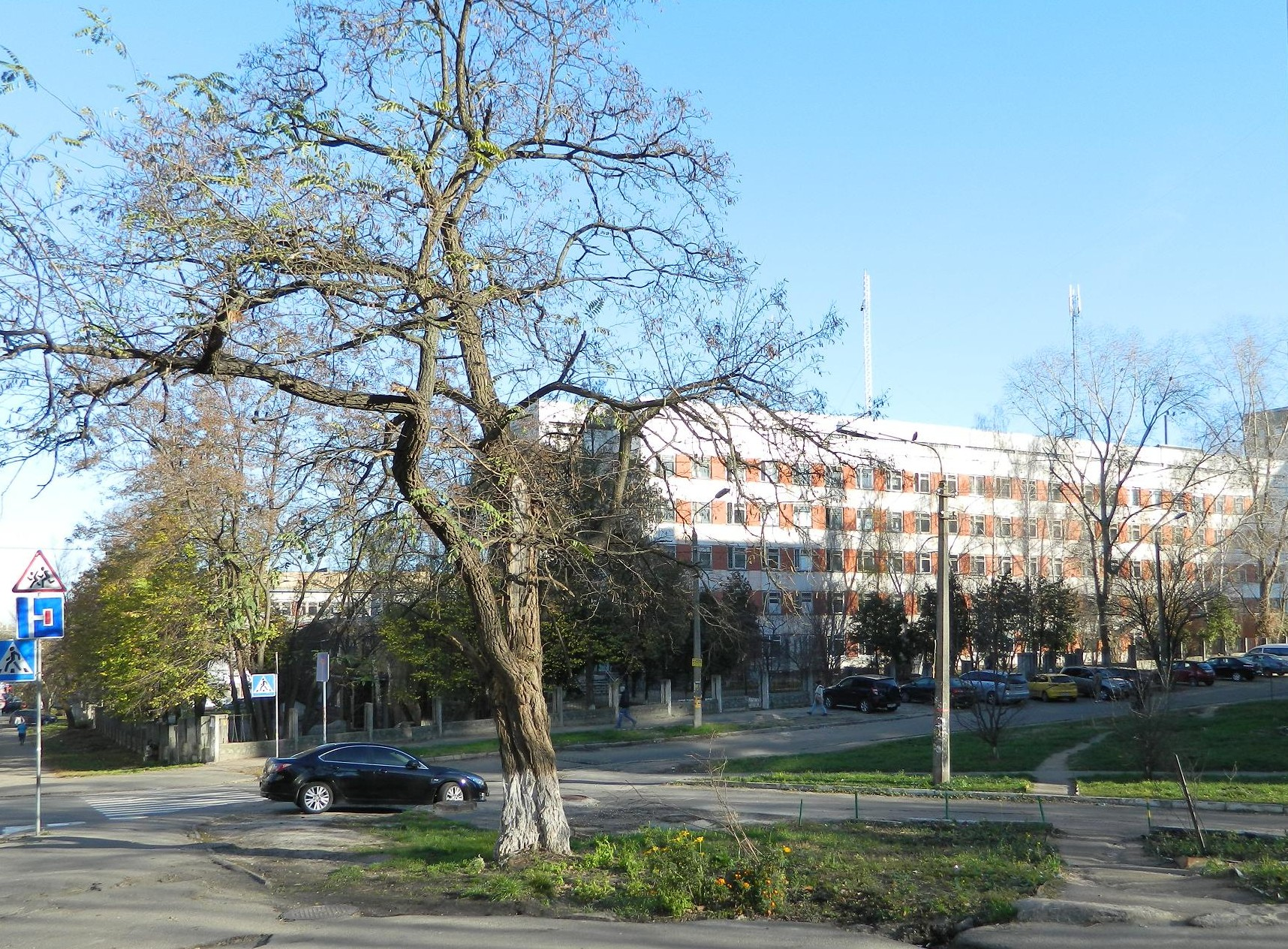
Корпус клініки дитячої клінічної лікарні № 9 Подільського району міста Києва (буд. № 10)